# Roztocze (powiat choszczeński)
Roztocze (niem. Kähnsfelde) – kolonia w Polsce, położona w województwie zachodniopomorskim, w powiecie choszczeńskim, w gminie Choszczno, wchodząca w skład sołectwa Witoszyn. 
W latach 1975–1998 miejscowość administracyjnie należała do województwa gorzowskiego. W roku 2007 kolonia liczyła 33 mieszkańców.

## Geografia
Roztocze leży około 4 km na południe od Witoszyna, na północ od rzeki Stobnicy.